# Sân bay Kahramanmaraş
Sân bay Kahramanmaraş (tiếng Thổ Nhĩ Kỳ: Kahramanmaraş Havaalanı) (IATA: KCM, ICAO: LTCN) là một sân bay ở Kahramanmaraş, Thổ Nhĩ Kỳ. Sân bay này có một đường băng dài 2300 m bề mặt nhựa đường.

## Các hãng hàng không và các tuyến điểm
- Atlasjet (Istanbul-Atatürk)
- Turkish Airlines (Ankara, Istanbul-Ataturk)[3]